# Rio Valea Satului
O rio Valea Satului é um afluente do rio Talna, na Romênia.